# برادران (ترانه)
برادران (به اسپانیایی: Los Hermanos) ترانه‌ای است فولکلور که توسط خوانندهٔ آرژانتینی آتاهوآلپا یوپانکی سروده، نواخته و خوانده شده است.
برادران ترانه‌ای اعتراضی شناخته می‌شود. عده‌ای معتقدند این ترانه در انتقاد از عملکرد حکومت‌های خودکامه‌ی امریکای لاتین سروده شده است که با تضمین وفاداری خود به ایالات متحده و جلب حمایت آن نیروهای چپگرا را سرکوب می‌کردند. اگرچه عده‌ای این ترانه را سیاسی می‌خوانند، عده‌ای دیگر آن را حاوی نگاه جهانی گسترده‌تری می‌دانند که با ابیاتی دربارهٔ انسان نوعی آرژانتین، دیگران را نیز با نگریستن در چشم‌هایشان بازمی‌شناسد و مشکلاتی را که هر روز با آن روبرو هستند درک می‌کند.

## ترجمه فارسی
برادران
برادران بسیاری دارم
که نمی‌توانم بشمارم‌شان
در دره‌ها، بر کوه‌ها
در علفزار و بر دریا
هر یک با کارهایش
با رؤیایش هر یک
با امیدی در پیش رو
با خاطره‌هایی در پشت سر
برادران بسیاری دارم
که نمی‌توانم بشمارم‌شان
مردمی با دست‌هایی گرم
از دوستی
با اشکی برای گریستن
با حاجتی برای دعا کردن
با افقی باز
که هر روز فراتر می‌رود
و توان جستجوی آن
با سرسختی و اراده
وقتی نزدیکتر به نظر می‌رسد
زمانی‌ست که دورتر شده است
برادران بسیاری دارم
که نمی‌توانم بشمارم‌شان
و چنین پیش می‌رویم
خو کرده به تنهایی
یکدیگر را در دنیا گم می‌کنیم
و دوباره هم را پیدا می‌کنیم
و چنین یکدیگر را بازمی‌شناسیم
حتی با نگاهی از دور
با ترانه‌هایی که می‌سراییم
همچون بذرهای بیکرانگی
و چنین پیش می‌رویم
خو کرده به تنهایی
و در ما مرده‌هایمان
تا هیچکس جا نماند
برادران بسیاری دارم
که نمی‌توانم بشمارم‌شان
و معشوقه‌ای بس زیبا
که نامش «آزادی»ست